# Весняная Квитка
Весняная Квитка (укр. Весняна Квітка) — село в Веселиновском районе Николаевской области Украины.
Основано в 1924 году. Население по переписи 2001 года составляло 266 человек. Почтовый индекс — 57060. Телефонный код — 5163. Занимает площадь 0,853 км².

## Местный совет
57060, Николаевская обл., Веселиновский р-н, с. Катериновка, ул. Ленина, 44б